# Philip Humber
Philip Gregory Humber (Nacogdoches, 21 dicembre 1982) è un ex giocatore di baseball statunitense.
Il 21 aprile 2012, lanciò la 21ª partita perfetta della storia della MLB.

## Carriera

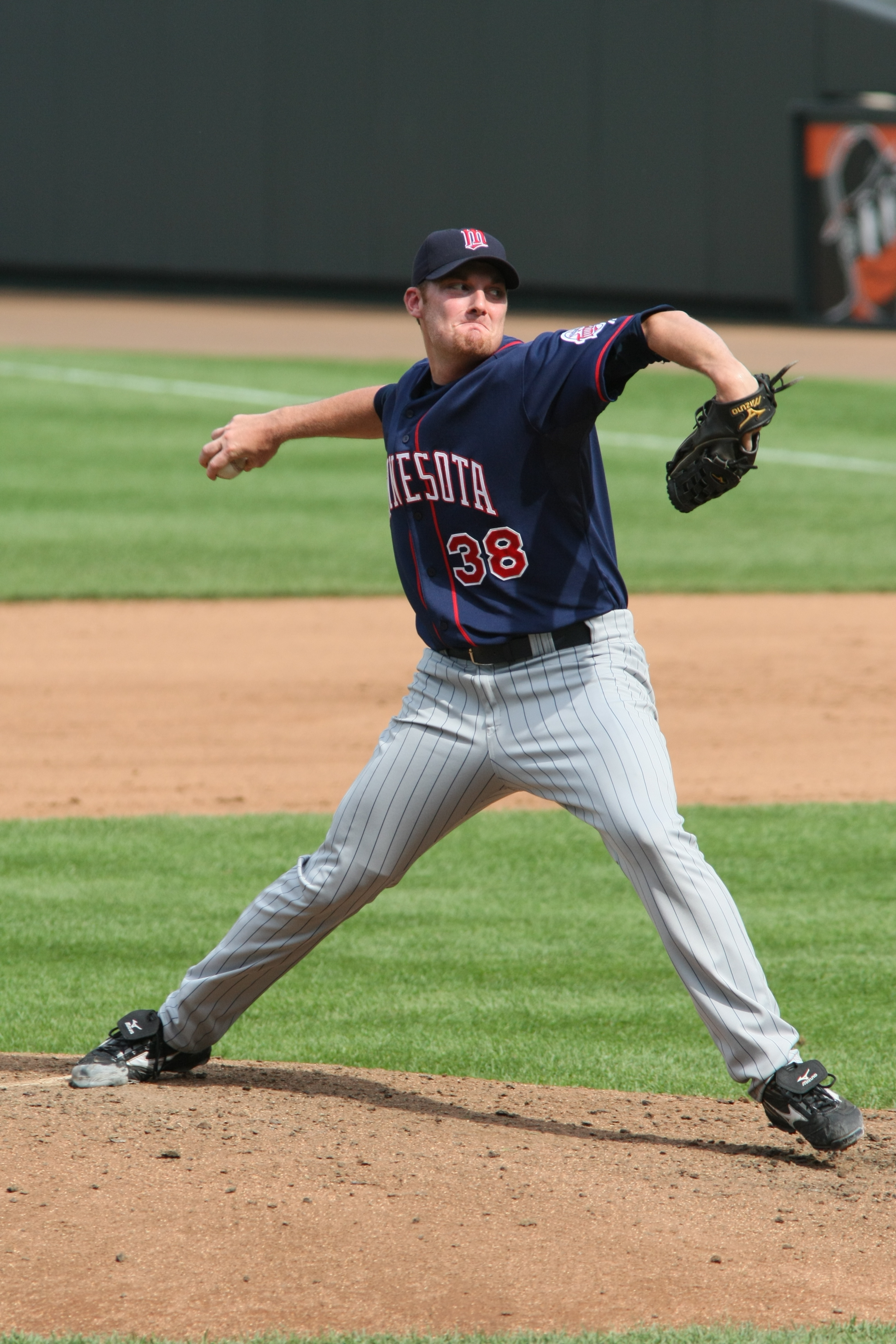
Humber con i Twins nel 2008

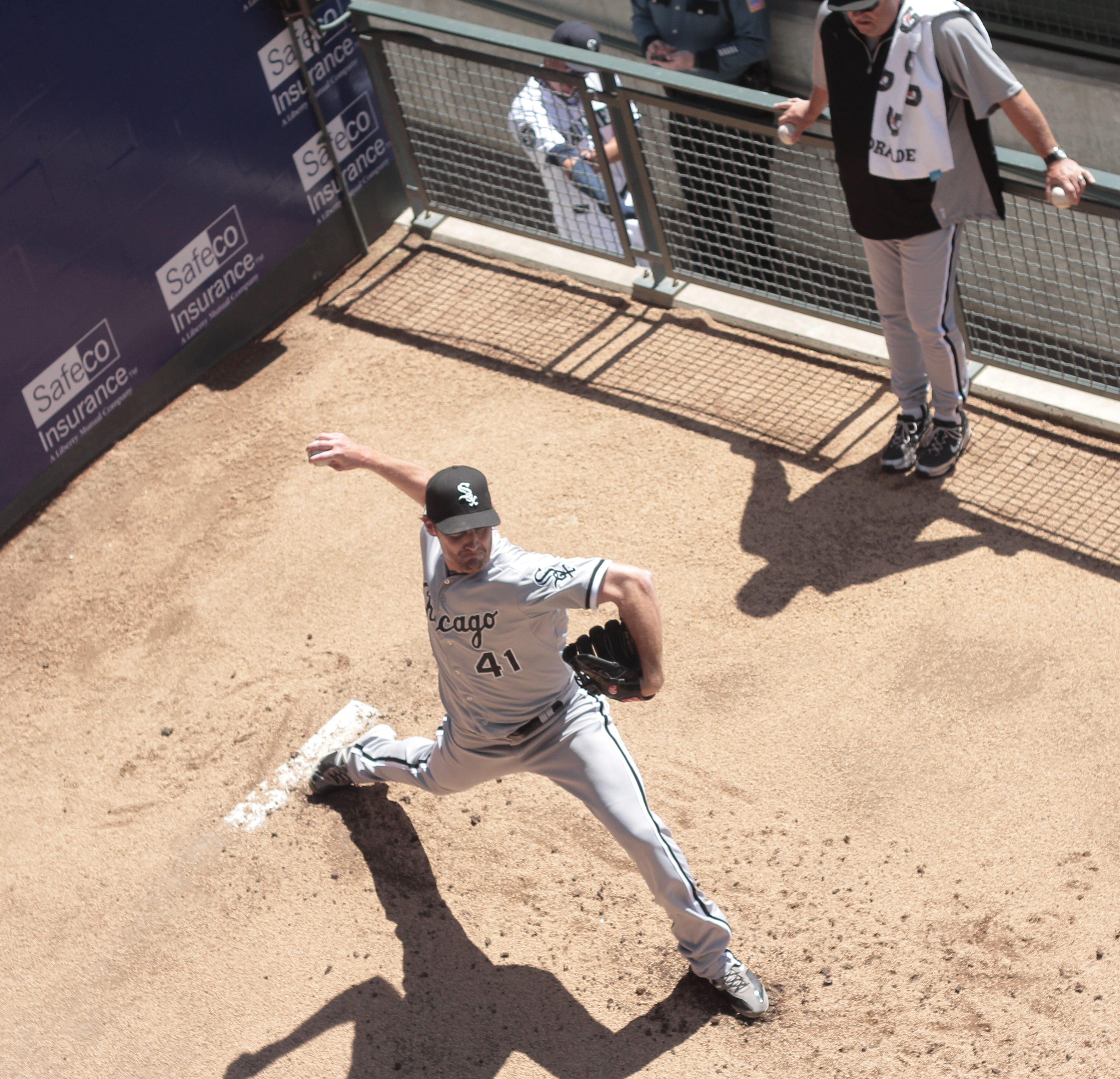
Humber durante il riscaldamento il 21 aprile 2012, giorno in cui disputò la partita perfetta

### Inizi e Minor League
Humber frequentò la Carthage High School di Carthage, Texas e venne selezionato nel 29º turno del draft MLB 2001 dai New York Yankees. Scelse di non firmare e si iscrisse alla Rice University di Houston, dove i New York Mets lo scelsero nel primo turno, come terza scelta assoluta nel draft MLB 2004. Giocò nel 2005 nella classe A-avanzata e in una partita della Doppia-A, dopo di che, a causa di un infortunio, si sottopose alla Tommy John surgery, un intervento di ricostruzione di un legamento, e gli ci vollero diversi anni prima di riacquistare la velocità di lancio che possedeva prima dell'infortunio.

### Major League
Debuttò nella MLB il 24 settembre 2006, allo Shea Stadium di New York City contro i Washington Nationals.
Il 2 febbraio 2008, Humber venne scambiato (assieme a Carlos Gomez, Deolis Guerra e Kevin Mulvey) con i Minnesota Twins per Johan Santana.
L'11 dicembre 2009, firmò con i Kansas City Royals con cui trascorse la stagione 2010.
Il 17 dicembre 2010, gli Oakland Athletics prelevarono Humber dalla lista trasferimenti dei Royals. Appena un mese dopo, il 18 gennaio 2011, i Chicago White Sox prelevarono Humber dalla lista trasferimenti degli Athletics.
Nella 30ª gara come partente di Humber nella MLB, lanciò la 21ª partita perfetta della storia contro i Seattle Mariners il 21 aprile 2012. Fu la terza gara perfetta per un giocatore dei White Sox dopo quelle di Charlie Robertson e Mark Buehrle e il 18º no-hitter della storia di Chicago. Era la seconda gara come titolare di Humber nel 2012 e la prima gara completa della sua carriera. Per quella prestazione fu nominato miglior giocatore dell'American League (AL) della settimana. Dopo la gara ricevette anche una telefonata dal Presidente Barack Obama, un noto tifoso dei White Sox.
Dopo la gara perfetta, Humber faticò: concesse 20 punti nelle successive tre gare come titolare, lanciando in 13 inning e 1/3. In seguito perse un mese di gioco per un infortunio al gomito. Dopo l'acquisto di Francisco Liriano, i White Sox rimossero Humber dalla rotazione titolare.
Il 30 novembre 2012, gli Houston Astros prelevarono Humber dalla lista trasferimenti dei White Sox, con i quali entrò brevemente nella rotazione titolare. Divenne free agent a fine stagione 2013.
Il 29 ottobre 2013, firmò con gli Oakland Athletics, con cui giocò nel 2014 esclusivamente nella minor league baseball.

### KBO, ritorno in America e ritiro
Le ultime gare della carriera le disputò con i Kia Tigers della Korea Baseball Organization, prima di venire svincolato il 20 luglio 2015. Il 28 novembre 2015, firmò con i San Diego Padres e il 29 marzo 2016 annunciò ufficialmente il proprio ritiro, venendo svincolato dalla squadra il giorno seguente.

## Palmarès
- Lanciatore di una partita perfetta - (21 aprile 2012)
- Giocatore della settimana: 1

AL: 22 aprile 2012